# Synagoga Ari w Jerozolimie
Synagoga Ari w Jerozolimie (hebr. בית הכנסת הארי) – synagoga znajdująca się w Dzielnicy Żydowskiej Starego Miasta w Jerozolimie, przy ulicy Ohr ha-Chaim.
Synagoga jest położona na parterze budynku mieszczącego także synagogę Ohr ha-Chaim i muzeum żydowskie. Nazwano ją na pamiątkę rabbiego Izaaka Luriego (1534–1572) znanego jako Ari (z hebr. אֲרִי czyli lew), co jest akronimem od ha-Aloqi Rabbeinu Itzhak (z hebr. nasz mistrz, Izaak).
Według tradycji w tym budynku urodził się i mieszkał przez 20 lat rabin Luria. W pewnym momencie pokój, gdzie miał się urodzić zamieniono na salę modlitw bowiem żydowscy osadnicy według tureckiego prawa nie mogli tworzyć nowych synagog. W tej sytuacji zaczęły one powstawać w prywatnych domach. W czasie zamieszek w 1936 roku synagoga została splądrowana i spalona. Wkrótce jednak została gruntownie wyremontowana.